# Японське економічне диво

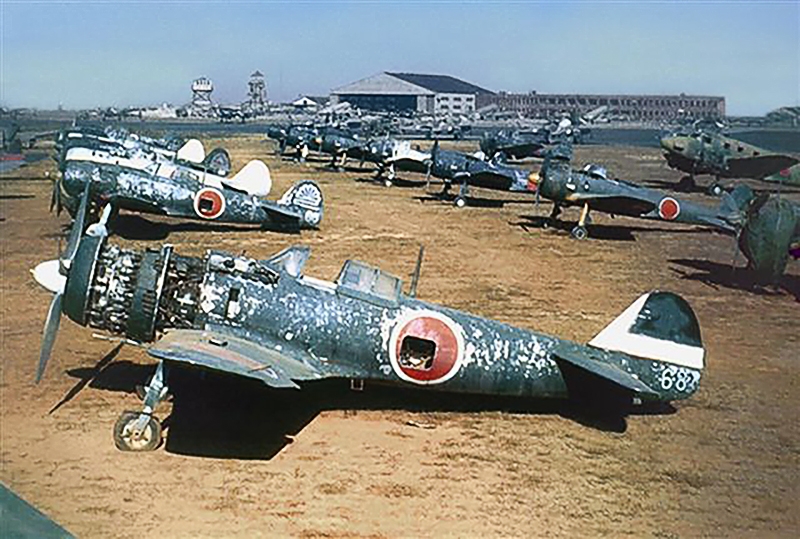
Основи авіаційної промисловості пережили війну.

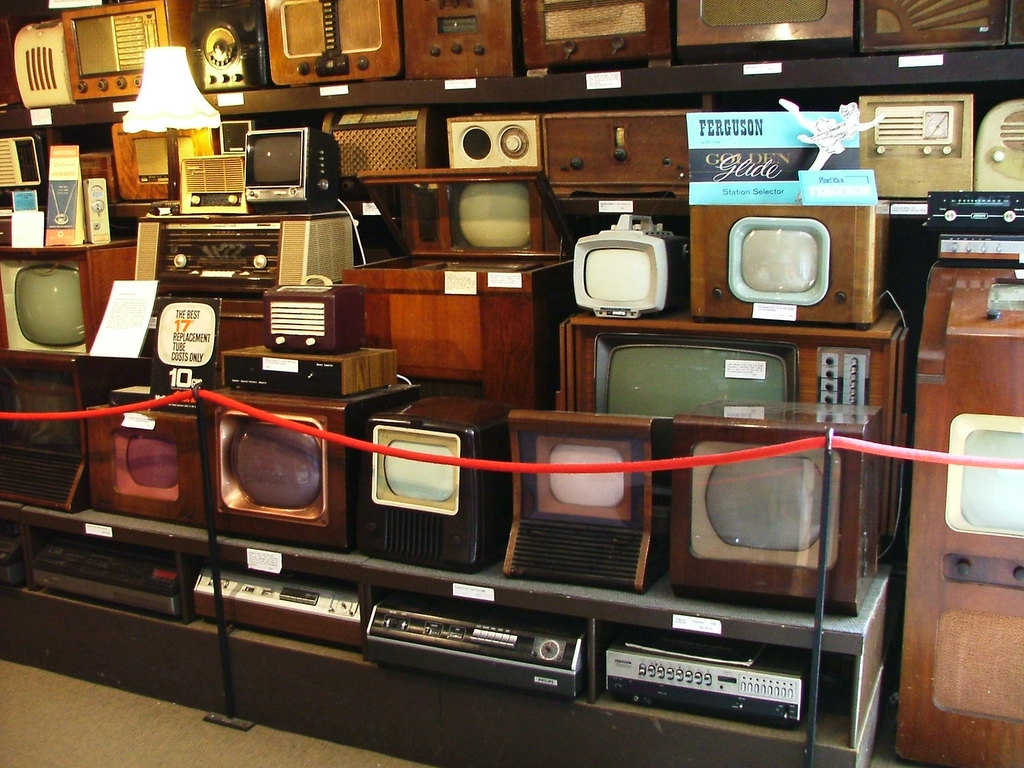
Телевізори японського виробництва під час економічного піднесення

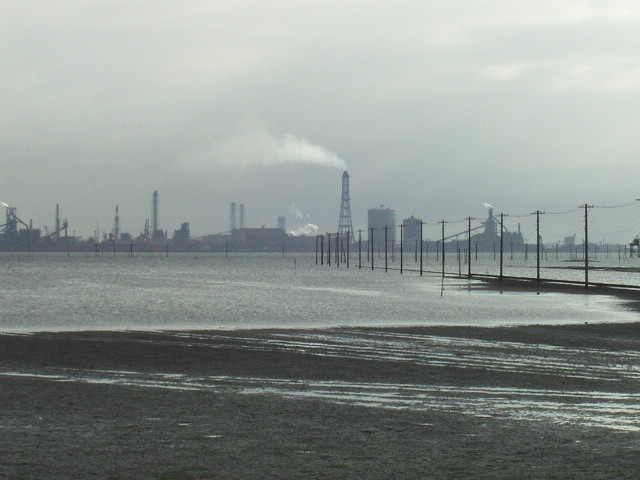
У 1960-х японська промисловість, пов’язана з вугіллям і металургією, щорічно зростала на 25%, причому помітним став металургійний завод у префектурі Тіба.

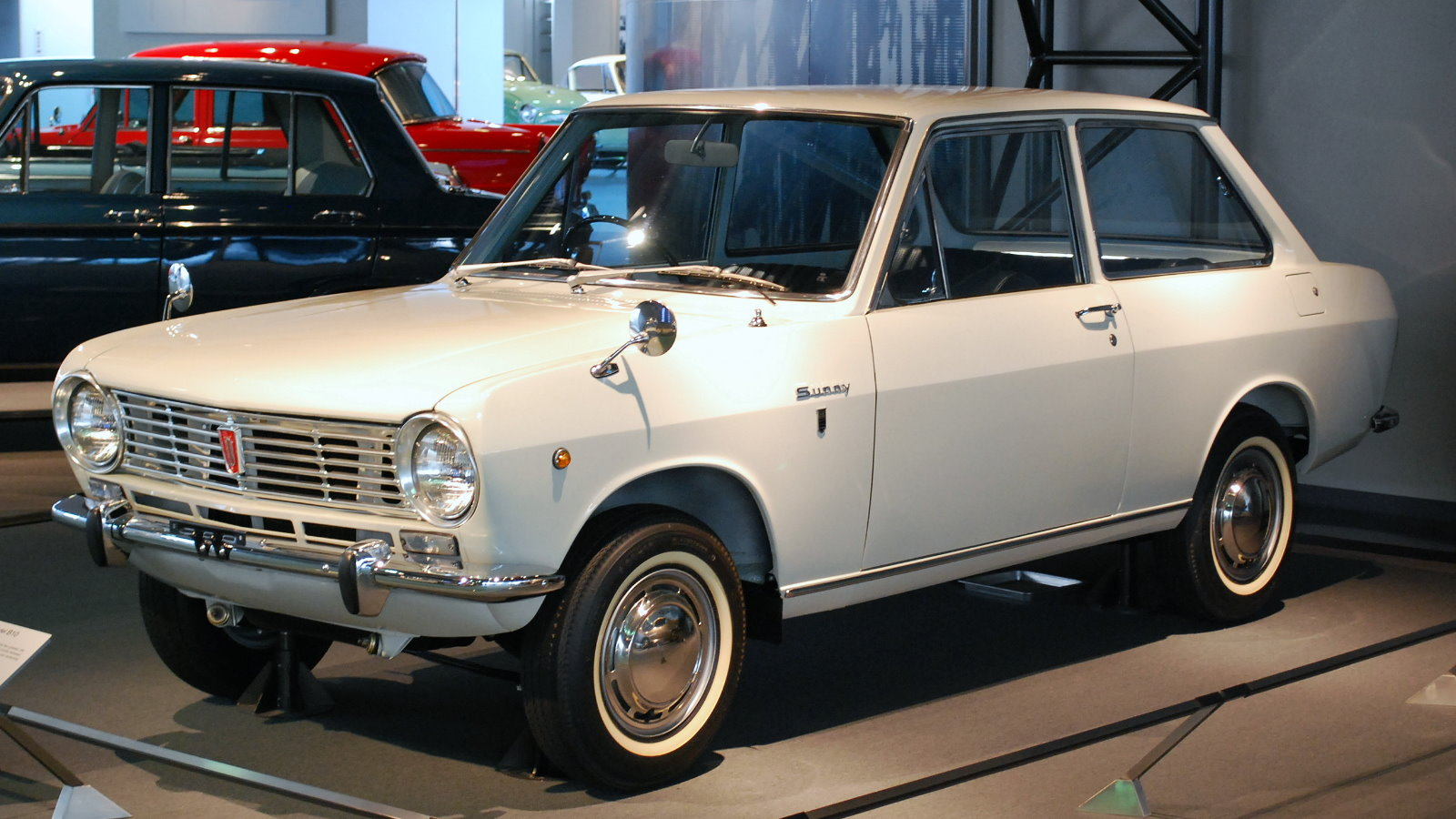
Недорогий Nissan Sunny став символом японського середнього класу 1960-х.

Япо́нське економі́чне ди́во (яп. 高度経済成長, латиніз.: Kōdo keizai seichō) — явище стрімкого росту японської економіки з середини 1950-х років до нафтової кризи 1973 року.

## Передумови
Японське «економічне диво» мало такі передумови:
- закупівля ліцензій, патентів, використання нових технологій;
- реформа податкової системи, запропонована американцем Доджем;
- відносна дешевизна японської робочої сили;
- відсутність значних військових витрат;
- кредити США, великі замовлення під час війн США в Кореї та В'єтнамі;
- зниження цін на світових ринках на сировину і паливо та деякі інші.

## Довгі відомості
Розпочалося приблизно у 1948 р., через три роки після нищівної поразки й воєнних руйнувань, коли країна ще була під військовою окупацією. До початку 1953 р. Японія досягла довоєнного економічного рівня, якщо говорити про ВНП. Відтоді вона зберегла високі темпи зростання виробництва. Протягом 1952—1963 рр. її ВНП майже потроївся і характеризувався щорічним приростом у 9 %; протягом цих же років обсяг виробництва товарів зріс у 5 разів, а споживання подвоїлося. Від початку тріумфального економічного поступу і до 70-х років Японії вдалося утвердитися в ролі могутньої промислової держави.
Основні передумови японського «економічного дива»:
Американська окупаційна влада провела в країні цілий ряд важливих перетворень, які значною мірою сприяли розвитку японського суспільства і господарства. Було розпущено збройні сили, встановлено демократичні свободи, запроваджено загальне виборче право, сформовано парламент, уряд, прийнято конституцію. Окупаційна влада здійснила ряд економічних реформ. Було введено антимонопольне законодавство, згідно з яким розпущено найбільші монопольні концерни. Американські фінансові радники провели реформу податкової системи. Були зменшені податки на підприємницьку діяльність. Встановлювався твердий обмінний курс єни. Реформи в цілому пожвавили й посилили конкуренцію підприємців, сприяли росту виробництва.
У 1946—1949 рр. була проведена земельна реформа, яка ліквідувала поміщицьке землеволодіння. Держава викупила у поміщиків і продала селянам майже 80 % усіх сільськогосподарських угідь. Посилилася конкуренція між виробниками, внаслідок чого зросла продуктивність праці, врожайність культур, розширився внутрішній ринок Японії, сформувався ринок робочої сили (частка самодіяльного населення, зайнятого у сільському господарстві, скоротилася з 48 % до 8 % сьогодні).
Важливу роль у повоєнній відбудові японської економіки відіграла американська допомога. Стабілізаційна лінія Дж. Доджа, якому президент США Г.Трумен доручив очолити перетворення в Японії, сприяла нормалізації фінансів, відновленню механізмів відтворення. Величезні американські капіталовкладення, а також внутрішні накопичення капіталу дали змогу повністю оновити обладнання, створити нові виробництва. У березні 1952 р. набрав чинності закон про сприяння раціоналізації виробництва. Згідно із законом підприємства отримували державну допомогу, податкові та інші фінансові пільги за умови модернізації виробництва, оновлення устаткування. Більшість підприємців скористались цим законом.
Японці успішно використовували закордонні досягнення в найсучасніших галузях індустрії. Розвиток чорної металургії йшов шляхом спорудження доменних печей великої потужності із застосуванням новаторської киснево-конверторної виплавки сталі з безперервним розливом. Успішно розвивалась електрометалургія, встановлювалися потужні автоматизовані прокатні стани, впроваджувалися енерго- та матеріалоекономні технології. Японія наприкінці 70-х років перетворилася в один з найпотужніших світових центрів металургійного виробництва. Закуповуючи патенти й ліцензії на наукові відкриття, оригінальні технології тощо і вміло пристосовуючи їх до своїх умов, японці отримували величезні прибутки. Ряд значних технічних новин народилися і були запроваджені у масове виробництво на японських фірмах. У другій половині 50-х років — нейлон, транзисторні приймачі, у 60-70-х роках — аудіостереосистеми, відеокамери та відеомагнітофони, у 80-х — комп'ютеризовані роботи, мікросхеми на кремнієвих кристалах (чипи) та ін. Японія лідирує у такій наукомісткій і технічно передовій галузі, як електронна промисловість. Головним чинником економічного зростання економіки, безперечно, є повсякденна наполеглива праця більше ніж 120-мільйонного японського народу, його працелюбність, самовіддача, жертовність і високий патріотизм.
Дуже ефективною виявилася в Японії система досмертного найму на роботу (патерналізму), за якою платня щорічно зростає і залежить від віку і стажу. Фірми дбають про постійне підвищення кваліфікації робітників, їх добробут і відпочинок. Перехід робітника в іншу фірму — рідкісне явище і сприймається з осудом. Японські робітники працюють інтенсивніше, за нижчу платню, у них довший робочий день, тиждень. Це впливає на зниження собівартості продукції, її ціну.
Зовнішньоекономічні зв'язки, насамперед торгівля, набули для Японії особливого значення. Імпорт сировини, якої у країні майже немає, йде головним чином із держав, що розвиваються, за низькими цінами. Дешева сировина також сприяла піднесенню японської економіки. Готову продукцію Японія вивозить до розвинутих країн — США, Канади, Австралії, країн Європи.
Завдяки цим та деяким іншим чинникам, Японія досягнула передових рубежів у світі й перетворилася в один зі світових центрів.